# Phenice distincta
Phenice distincta är en insektsart som beskrevs av Van Stalle 1983. Phenice distincta ingår i släktet Phenice och familjen Derbidae. Inga underarter finns listade i Catalogue of Life.